# فتح العلوم

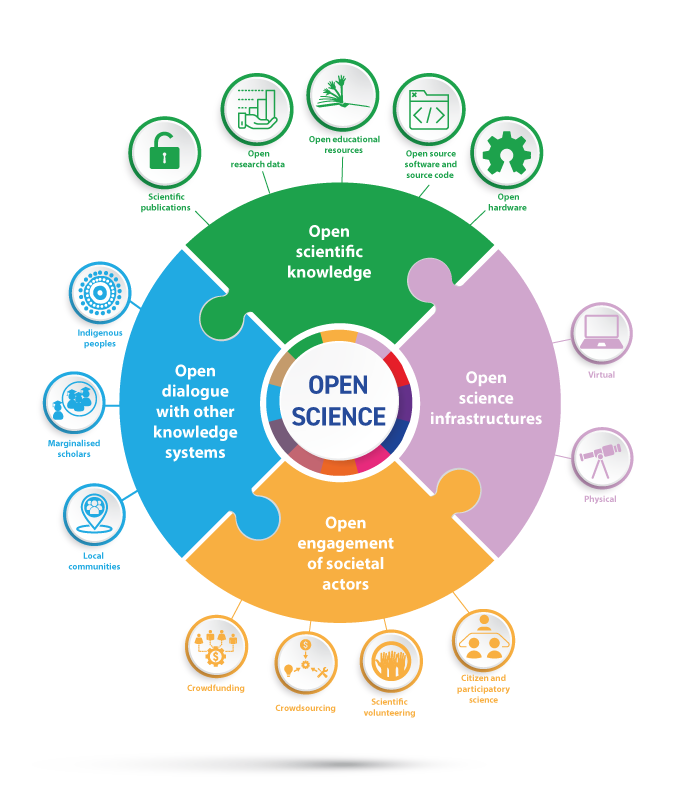
influences = الوصول المفتوح، حركة المصدر المفتوح، رخص المشاع الإبداعي، ساي-هب، حركة ويكيميديا.

'العلم المفتوح  حركة لإجراء البحث العلمي (بما في ذلك المنشورات والبيانات والعينات المادية والبرمجيات) ونشر محتوى حر لجميع مستويات المجتمع، سواء كانوا هواةً أو محترفين. العلم المفتوح شفاف ويمكن الوصول إليه من خلال مشاركة المعرفة ويتم تطويره من خلال شبكة تعاونية. ويشمل ممارسات مثل نشر البحث المفتوح، وتنظيم حملات من أجل وصول مفتوح، وتشجيع العلماء على ممارسة علم دفتر الملاحظات المفتوح (مثل المشاركة العلنية للبيانات والرموز)، ونشر أوسع والمشاركة في العلوم وبوجه عام تسهيل نشر العلوم والوصول لها والتواصل معها.

## المبادئ

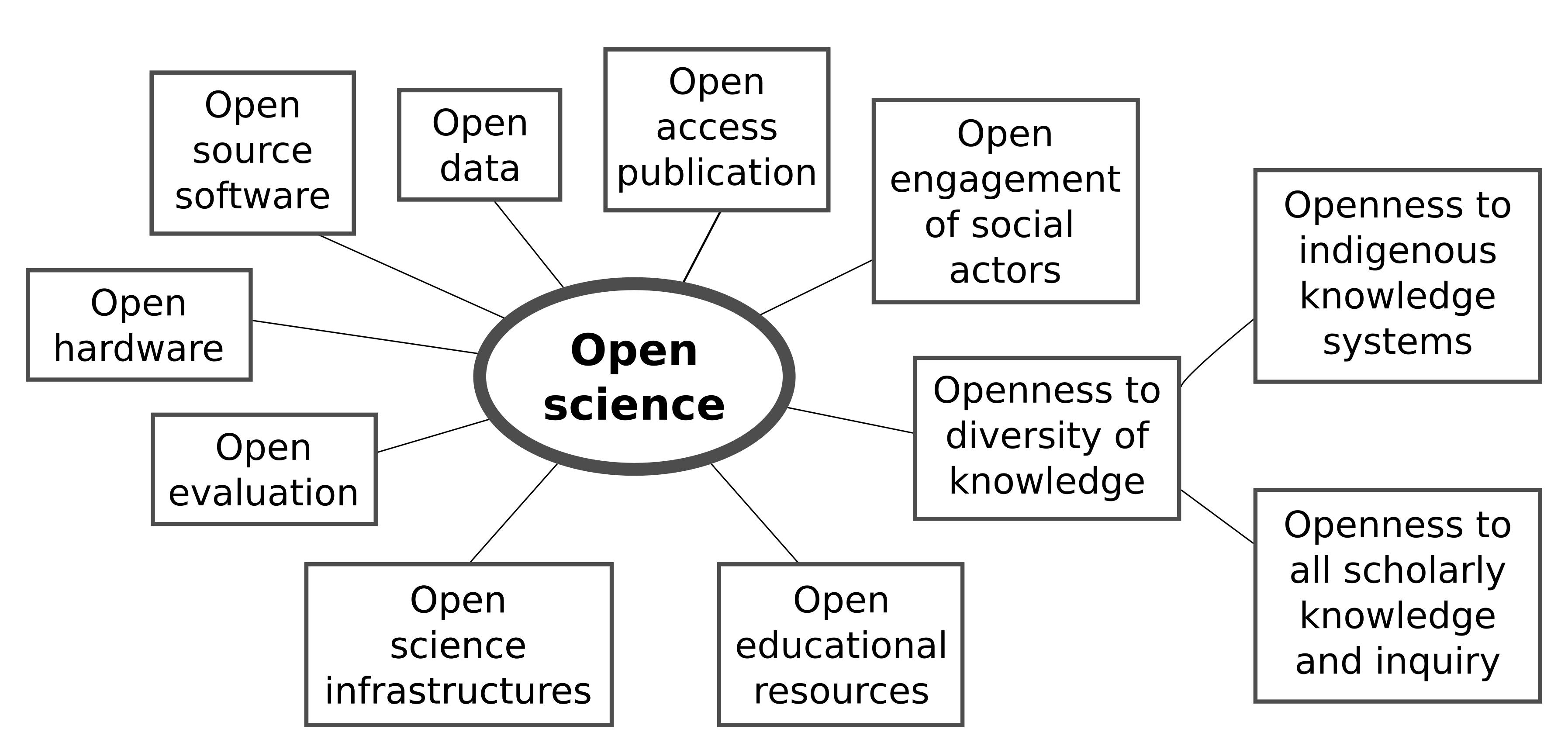
عناصر العلوم المفتوحة بناءً على عرض اليونسكو بتاريخ 17 فبراير 2021. يتضمن هذا التصوير العلوم الأصلية.

المبادئ الستة للعلم المفتوح هي:
- المنهجية المفتوحة
- مصدر مفتوح
- بيانات مفتوحة
- وصول مفتوح
- مراجعة أقران مفتوحة
- موارد التعليم المفتوحة